# 安中顕繁
安中 顕繁（あんなか あきしげ）は、戦国時代の武将。上野国碓氷郡の国衆。榎下城主。

## 生涯
安中氏は上野国碓氷郡を拠点とする国衆で、顕繁は安中氏の当主である。関東管領・山内上杉氏に従属し、顕繁は主君・上杉顕定の偏諱を受けたと考えられる。
永正4年（1507年）3月付で貫前神社に奉納された兜の前立に「安中宮内大輔顕繁」と銘が刻まれているのが唯一の確実な名前の所見である。官途名の宮内大輔はこの後の安中氏当主にも継承されていることから、顕繁が永正期当時の安中氏当主であったとされる。
享禄2年（1529年）の関東享禄の内乱において、安中氏は当時の山内上杉氏当主であった上杉憲寛に攻められた。これに対して甘楽郡の国衆・小幡顕高が幼少の龍若丸（後の上杉憲政）を擁して決起し、安中氏を攻める憲寛を攻めた。これにより憲寛は長野氏と共に保渡田に逃れ、同4年（1531年）には上野から退去し、小幡氏や安中氏が擁する龍若丸が山内上杉氏当主となった。
天文2年（1533年）2月に北条氏綱が鶴岡八幡宮の造営を執り行った際に、勧進に応じた上野国衆の一人に「安中宮内少輔」がいる。この人物が顕繁本人であるという説と、顕繁の後継者であるという説がある。